# BeForU
BeForU foi um girl group japonês formado em 2000. O grupo foi montado apenas para criar músicas para o jogo Dance Dance Revolution da Konami, primeiramente formado por Riyu Kosaka, Noria Shiraishi, Yoma Komatsu e Shiyuna Maehara. Elas lançaram seu primeiro álbum em 2003 com o sucesso DIVE e em Fevereiro de 2004, Shiyuna Maehara anunciou que estaria se afastando do BeForU por não ter nenhuma música solo.
A Konami selecionou três novas integrantes em 2004, Risa Sotohana, Sayaka Minami e Miharu Arisawa que se tornaram o BeForU NEXT. Com a formação de seis meninas, o BeForU veio a lançar mais dois álbuns, um mini-álbum e dois shows no Zepp Tokyo. Com a nova formação, as meninas se tornaram um grupo sólido.
Em Dezembro de 2007, Yoma Komatsu e Miharu Arisawa anunciaram sua partida do grupo, seguidas por Risa Sotohana e Noria. Elas foram substituídas por três novas integrantes: as modelos, Hiromi Nishiuchi, Megumi Fukushita e Ayano Tachibana. Sayaka anunciou logo depois que também abandonaria o grupo, restando apenas Riyu, Hiromi, Megumi e Ayano.
Em 2008, o BeForU lançou o single e álbum SHANGRI-LA. Depois disso, a banda dissolveu-se em 2009.

## História

### Formação
Tudo começou em 2000, quando a Konami planejava continuar o sucesso do jogo Dance Dance Revolution, mas para isso, Naoki Maeda, o dono das canções do jogo, decidiu criar novos grupos que estreariam suas canções no vídeo-jogo. Para isso, a Konami lançou uma audição transmitida em todo Japão: a Naoki New Audition, uma espécie de Popstars japonês. O primeiro passo era encontrar quatro garotas que formariam um girl group de J-pop. O futuro grupo teria contrato com a Konami e com a Music-Wave.

### GeraçãoOrimen
A eliminiatória final aconteceu no fim do ano de 2000 e as quatro escolhidas foram: Riyu Kosaka, Yoma Komatsu, Shiyuna Maehara e Noria Shiraishi. As quatro logo se entrosaram e formaram o grupo BeForU (B4U). Logo, elas gravaram a primeira canção que iria para o DDR: o hit "DIVE". A canção fez muito sucesso nos jogos.
Satisfeito, Naoki queria mais com seu novo grupo e conseguiu um contrato com a Konami para as meninas. Nisso, Naoki e a Konami tinham certeza: o BeForU estava pronto para entrar no mercado e fazer sucesso como um girl group de J-pop.
No início de 2003, Riyu, Yoma, Noria e Shiyuna entraram em estúdio e gravaram seu primeiro disco, intitulado BeForU, lançado no fim do ano. O álbum vendeu um considerável número, num total de 20.000 cópias.
Mas um baque afetou bastante a banda quando em março de 2004, Shiyuna revelou que estava se retirando do BeForU por achar que estava "sobrando", pois ela foi a única a não gravar uma canção-solo. Desde então, Noria, Yoma e Riyu deram um tempo da mídia. Mas a Konami revelou que o BeForU não acabaria assim, foi então que Naoki divulgou que estava fazendo uma nova audição, e que dali sairiam os novos integrantes do grupo. Inclusive garotos poderiam tentar.
Em maio de 2004, as garotas encerraram suas atividades. Nisso, Yoma lançou sua primeira canção solo, "ever snow"; Noria gravou uma nova canção "Candy" exclusiva para um jogo de RPG; E Riyu iniciava uma carreira solo. Seu primeiro single foi "TRUE", depois, a audaciosa garota lançou seu primeiro álbum solo: Begin o que a levou a fazer o Live O-East em 2005.

### GeraçãoOrimen+ Next
No fim de 2004, as três integrantes se reuniram, para dessa vez, recepcionar as novas companheiras: Sayaka Minami, Risa Sotohana e Miharu Arisawa, que foram escolhidas por Naoki Maeda, e assim, o BeForU renasceu. Riyu agora fazia a voz líder do grupo. As garotas entraram em estúdio para gravar o tão sonhado segundo single, enquanto isso, elas se entrosavam também.
Em fevereiro de 2005, o grupo completou cinco anos na estrada. Demonstraram o talento e que haviam amadurecido, fazendo o público aceitar as novas integrantes. Em 2004, foi lançado o DVD e o single KI-SE-KI delas que mostrava um pouco da vida de cada uma das seis integrantes.
Noria e Riyu gravaram o hit "Happy Sky" também em 2006. Nesse mesmo ano, as garotas lançaram o segundo álbum: BeForU II que contém hits como a versão álbum de "KISEKI", "DIVE2006", "HONEY PUNCH", "PEACE", "Hatsukoi", "FREEDOM", "Moring Glory" e outras. O que traz de inédito além de canções dançantes é o fato das garotas terem livre contato com os fãs. Através do site oficial, todos os dias a integrantes escreviam em seu mini blog. Elas relatavam experiências, novidades e aventuras do dia-a-dia. Riyu é a que mais foi afundo, tanto que ela possui um oficial. Outro atrativo é o visual mangá e animado que representava as meninas em diversas ilustrações. Algumas ilustrações estão no primeiro álbum.
A banda fez seu debut da nova formação ao vivo em 2006 no Zepp Tokyo, no Japão, onde elas cantaram as canções do primeiro álbum. O concerto está disponível em DVD e contém extras e entrevistas.
Em 2007, o BeForU mudou de gravadora, a Konami cedeu as músicas e o grupo para a Avex Trax. Assim, logo de cara, as garotas lançaram o single Red Rocket Rising!!!, seguido por Get Set Go!! e Strike Party!!!. O rerceiro álbum se chama BeForU III: Breaking Into the Probability Changes e foi lançado em Março de 2007, seguido pelo  segundo show em Zepp Tokyo. Elas também ganharam um mini-álbum chamado 6NOTES. Após lançar o terceiro álbum, as meninas trouxeram Yoru Hanabi, seu último single na Avex em 2007.

### GeraçãoOrimen(Riyu) + Third (Ayano, Megumi e Hiromi)
Em 12 de dezembro de 2007, Riyu anunciou em seu blogu que Miharu havia deixado o BeForU por conta de uma séria doença. As meninas afirmaram que continuariam juntas, mas, similarmente, Yoma Komatsu abandonou o grupo por razões pessoais. A separação gerou o cancelameto de um show em 30 de Dezembro. Logo, duas integrantes também se retirariam, Lisa e Noria, que saíram do grupo para seguir carreira solo.
A Be+Wings (blog do BeForU) criou uma audição em 2008 e selecionou três novas integrantes para a banda, Ayano Tachibana, Hiromi Nishiuchi e Megumi Fukushita. A nova formação causou controvérsias porque isso deixou os fãs irritados pelo fato da Avex não ter consultado nenhum admirador da banda sobre novas integrantes. Sayaka anunciou que estaria deixando o BeForU devido a sua doença e difícil recuperação.
Com a nova formação, as meninas anunciaram nova música e a perfomaram no Riyu's Carnival. A música se chama "Kimi to Sora to Zutto". O grupo se apresentou no clube Studio Cube 326 no dia 2 de Agosto de 2008 para o lançamento da música nova. O primeiro single da nova formação tem videoclipe oficial e nome: SHANGRI-LA. Como se vê no video, as garotas perfomam a música com teor sensual, o que provalvemente é inédito no grupo. Isso se deve ao fato das três novas integrantes serem modelos e atrizes também.
A surpresa é que a Avex cancelou o contrato com as meninas, o que as levou a lançar seu quarto álbum com o selo da gravadora Gambit. Com a nova gravadora, o terceiro DVD ao vivo foi lançado, BeForU / Four Piece Riyu Kosaka / Live 2008, com a gravação do Riyu's Carnival. Na Gambit Records, o BeForU lançou seu quarto álbum, Shangri-La, em outubro de 2008.
Desde 2009 não há notícias sobre a banda e nem suas ex-integrantes comentam sobre a separação. Assume-se que o grupo tenha se dissolvido por razões desconhecidas.

## Integrantes

### BeForUOrimen
- Yoma Komatsu   (2000-2007)
- Noria (2000-2007)
- Riyu Kosaka (2000-2009)
- Shiyuna Maehara (2000-2004)

### BeForU Next
- Miharu Arisawa (2004-2007)
- Risa Sotohana (2004-2007)
- Sayaka Minami (2004-2008)

### BeForU Third
- Ayano Tachibana (2008-2009)
- Hiromi Nishiuchi (2008-2009)
- Megumi Fukushita (2008-2009)

## Discografia

### Álbuns
- 2003: BeForU
- 2006: BeForU II
- 2007: BeForU III: Breaking Into the Probability Changes
- 2008: Shangri-La

### Singles
- 2004: KI・SE・KI
- 2006: Red Rocket Rising
- 2006: Get set GO!! 〜BeForU Astronauts Set〜
- 2006: Strike Party!!!
- 2006: Yoru Hanabi (夜花火)
- 2008: SHANGRI-LA

### Mini-álbuns
- 2007: 6NOTES

### DVD
- 2006: BeForU Live at Zepp Tokyo 2006
- 2006: Going Happy!!
- 2007: BeForU Live at ZEPP TOKYO 2007
- 2008: BeForU / Four Piece Riyu Kosaka / Live 2008

## Outras canções
As canções a seguir não fazem parte de nenhum álbum do BeForU, estando presentes apenas nos jogos da série Dance Dance Revolution.
- BRE∀K DOWN!
- チカラ (Chikara) (Versão Original)
- ever snow (Solo de Yoma Komatsu)
- DIVE ~more deep and deeper style~
- Freedom (Versão Original)
- GRADUATION ~Sorezore no ashita~ (Versão Original)
- Under The Sky (Solo de Sayaka Minami com platoniX (Tatsh & Junko Hirata))
- BLACK OUT (Versão Original)
- Staff Roll (DDR EX OST) (Versão completa de GRADUATION ~Sorezore no ashita~)